# Orune
Orune – miejscowość i gmina we Włoszech, w regionie Sardynia, w prowincji Nuoro.
Według danych na rok 2004 gminę zamieszkiwało 3029 osób, 23,7 os./km². Graniczy z Benetutti, Bitti, Dorgali, Lula, Nule i Nuoro.